# 边际
边际（英語：Margin）在经济学中指的是每一单位新增商品带来的效用，这就是生产或消费的边际。这个增量实际上是原函数的一个导函数。相关的一个概念是弹性，指的是某一应变量变化百分比与其影响因素变量变化百分比的比值。